# Cimetière anglo-saxon de Bergh Apton
Le cimetière anglo-saxon de Bergh Apton est un lieu de sépulture en usage de la fin du Ve siècle à la fin du VIe siècle, au début de la période anglo-saxonne de l'histoire de l'Angleterre. Il est situé près du village de Bergh Apton, dans le Norfolk.
Des fouilles archéologiques sont menées en 1973 par la Norfolk Archaeological Unit dans le cadre de l'exploitation d'une carrière de gravier. Bien que l'exploitation ait détruit en partie le cimetière au sud et à l'ouest, 63 tombes ont pu être excavées. Aucune trace d'un village anglo-saxon n'a été découverte à proximité du cimetière.
L'acidité du sol ayant nui à la conservation des squelettes, c'est avant tout les objets déposés dans les tombes (armes, boucliers, bijoux…) qui permettent de déterminer le sexe des défunts : 14 étaient des hommes, 24 des femmes et les 27 autres sont indéterminés. L'une des tombes est peut-être celle d'un poète ménestrel, car elle abritait une lyre semblable à celle retrouvée à Sutton Hoo.
Les objets retrouvés lors des fouilles sont conservés au musée du château de Norwich.